# Mammillaria capensis
Mammillaria capensis là một loài thực vật có hoa trong họ Cactaceae. Loài này được (H.E. Gates) Craig mô tả khoa học đầu tiên năm 1945.